# Octobre 1785

## Événements
- 30 octobre : Napoléon Bonaparte est affecté à Valence, au régiment de La Fère, qui fait partie du Corps royal d’artillerie.

- 30 octobre - 20 novembre : les Vénitiens attaquent le port de La Goulette en Tunisie[1].

## Naissances
- James South (mort en 1867), astronome britannique.

## Décès
- 15 octobre : Antoine-Joseph des Laurents, évêque de Saint-Malo de 1767 à 1785.